# 필그라스팀
필그라스팀 (Filgrastim)은 조혈제로 분류되는 G-CSF의 한 종류로, 호중구감소증의 치료에 사용한다. 부작용으로 발열, 기침, 흉통, 관절통, 구토, 탈모 등이 발생할 수 있고, 알레르기 반응이나 비장파열 등이 발생할 수 있다. 경정맥 또는 경피로 투여한다.

## 같이 보기
- G-CSF
- GM-CSF
- 조혈
- 면역계
- 염증
- 리페그필그라스팀
- 페그필그라스팀

## 참고 문헌
- Santoso B, van Boxtel CJ, Edwards RI, 편집. (2001). 《Drug benefits and risks: international textbook of clinical pharmacology》. New York: Wiley. ISBN 0-471-89927-5.